# パウル・エルブストローム

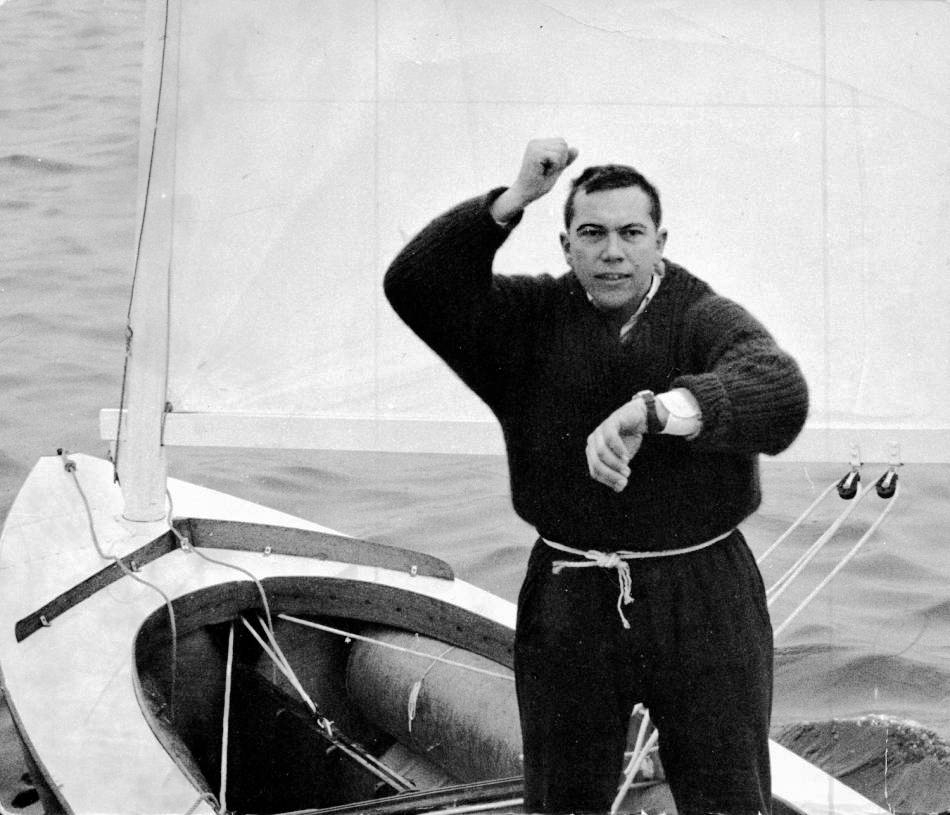
1960年オリンピックでのエルブストローム

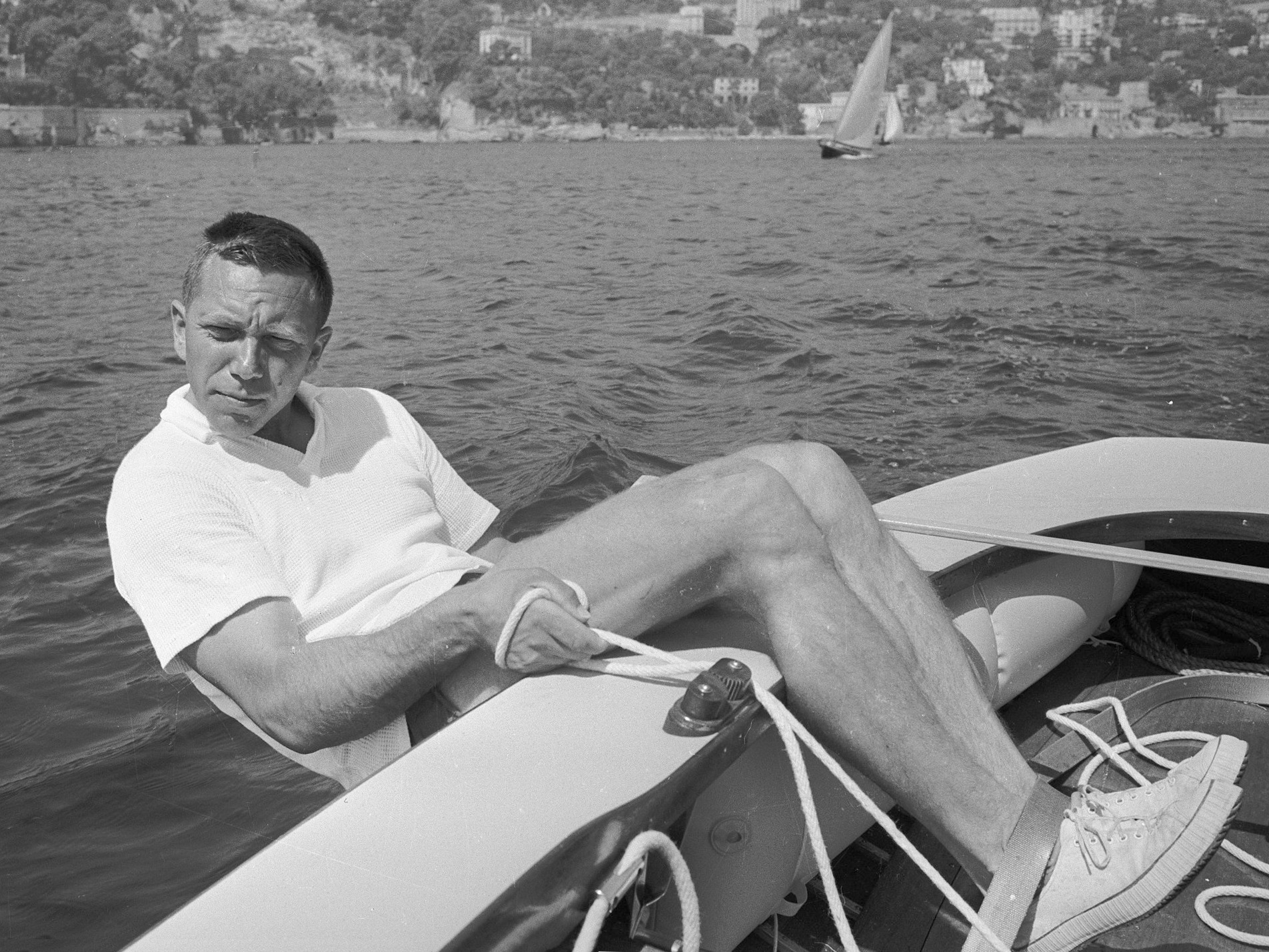
1960年オリンピックでのエルブストローム

パウル・バート・エルブストローム (デンマーク語: Paul Bert Elvstrøm、1928年2月25日 - 2016年12月7日)はデンマークのセーリング選手である。彼は夏季オリンピックで4つの金メダルを獲得し、世界選手権を合わせると約20回3位以内に入賞している。この時のセーリングの等級は5.5メートル級、505級、フィン級、ファイアフライ級、フライングダッチマン級、スナイプ級、ソリング級、スター級、トルネード級と様々であった。

## 実績
エルブストロームは1948年から1988年までの期間で8つの夏季オリンピック大会に出場し、その内1948年、1952年、1956年、1960年の大会で4回連続となる個人の金メダルを獲得している。初めの金メダルはファイアフライ級で、残る大会の金メダルはフィン級のものである。最後の2回の出場となった1984年と1988年のオリンピックは2人で操船を行うトルネード級で出場し、娘のトリーネ・エルブストロームがフォワードハンドを務めた。
彼は40年以上の期間でオリンピック競技に出場し続けた5人の選手の内の一人である（ほかの４人はフェンシングのIvan Joseph Martin Osiier、セーリングのMagnus Konow、ダーウォード・ノウルズ、そして障害飛越馬術のイアン・ミラー)。
また、セーリングにおける種々の世界大会でも5.5メートル級、505級、フィン級、フライングダッチマン級、スナイプ級、ソリング級、スター級、トルネード級でメダルを獲得している。
彼の実績をたたえて、1996年に世紀のデンマーク人スポーツ選手にも選ばれている。
2007年にはISAFセーリング殿堂の最初の6人に選ばれた。
| 年     | 競技大会                                             | 開催地                   | 順位 | 等級                   | 注釈   |
| ------ | ---------------------------------------------------- | ------------------------ | ---- | ---------------------- | ------ |
| 1956年 | フィン・ゴールドカップ                               | バーナム＝オン＝クラウチ | 2位  | フィン級               | [ 9 ]  |
| 1957年 | 505ワールド・チャンピオンシップ                      | ラ・ボル＝エスクブラック | 1位  | 505級                  | [ 10 ] |
| 1958年 | 505ワールド・チャンピオンシップ                      | ラ・ボル＝エスクブラック | 1位  | 505級                  | [ 10 ] |
| 1958年 | フィン・ゴールドカップ                               | ゼーブルッヘ             | 1位  | フィン級               | [ 9 ]  |
| 1959年 | フィン・ゴールドカップ                               | コペンハーゲン           | 1位  | フィン級               | [ 9 ]  |
| 1959年 | スナイプ級世界大会                                   | ポルト・アレグレ         | 1位  | スナイプ級             | [ 10 ] |
| 1962年 | フライング・ダッチマン・ワールド・チャンピオンシップ | セントピーターズバーグ   | 1位  | フライングダッチマン級 | [ 10 ] |
| 1966年 | 5.5メートル・ワールド・チャンピオンシップ            | コペンハーゲン           | 1位  | 5.5メートル級          |        |
| 1966年 | スター・ワールド・チャンピオンシップ                 | キール                   | 1位  | スター級               | [ 10 ] |
| 1967年 | スター・ワールド・チャンピオンシップ                 | コペンハーゲン           | 1位  | スター級               | [ 10 ] |
| 1969年 | ソリング・ワールド・チャンピオンシップ               | コペンハーゲン           | 1位  | ソリング級             | [ 10 ] |
| 1969年 | スター・ワールド・チャンピオンシップ                 | サン・ディエゴ           | 2位  | スター級               | [ 10 ] |
| 1971年 | ソリング・ワールド・チャンピオンシップ               | ニューヨーク             | 3位  | ソリング級             |        |
| 1972年 | ハーフ・トン・カップ                                 | マーストラン             | 1位  | ハーフ・トン級         | [ 11 ] |
| 1974年 | ソリング・ワールド・チャンピオンシップ               | シドニー                 | 1位  | ソリング級             | [ 10 ] |
| 1985年 | トルネード・ワールド・チャンピオンシップ             | トラーヴェミュンデ       | 3位  | トルネード級           | [ 10 ] |
| 1981年 | ハーフ・トン・カップ                                 | プール                   | 1位  | ハーフ・トン級         | [ 12 ] |